# 浄められた夜
『浄められた夜』（きよめられたよる）または『浄夜』（じょうや、独語：Verklärte Nacht）作品4は、1899年にアルノルト・シェーンベルクがウィーンで作曲した弦楽六重奏曲。シェーンベルクの初期作品の中では、『グレの歌』と並んで最も有名かつ最も重要な作品の一つであるとともに、後に弦楽合奏用編曲版およびその改訂版が出版され、シェーンベルクの主な収入源ともなった。リヒャルト・デーメルの同名の詩「浄夜」に基づき、月下の男女の語らいが題材となっている。室内楽のための音詩という、きわめて特異なジャンルを開拓したことでも有名である。1902年3月18日にウィーンで、ロゼー弦楽四重奏団とフランツ・イェリネク (Franz Jelinek) 、フランツ・シュミットによる初演が行われた際、半音階を多用した当時としては斬新な響きや、調性の浮遊するパッセージ、さらには、あけすけに性を主題とするデーメル作品を出典に作曲する姿勢をめぐって、波紋を呼んだ。
シェーンベルクは、こんにちでは20世紀前半における無調音楽や十二音技法の開拓者として有名であり、これらがしばしば理解しにくいために、初期作品の美しい響きは多くの聴き手に意外の感を与える。初期のシェーンベルクはドイツの後期ロマン派音楽の流れから出発し、ブラームスとワーグナーの両者から多大な影響を受けている。ワーグナーからの影響はトリスタン和音を拡張した高度な半音階技法に如実に見出され、ブラームスからの影響は小節線や拍節感の拘束から逃れようとする不規則な楽節構造や、綿密な動機労作に歴然としている。作品を通して、シェーンベルクは豊かな音楽性を発揮しており、将来の無調性の開発を匂わせるような部分は、ごくわずかな部分に留まっている。
演奏時間にして約30分の単一楽章で作曲されているが、デーメルの詩に対応して、5つの部分から構成されている。それぞれの部分の主題は、原典に見出される物語や筋書きを音楽にうつしとったものである。すなわち本作は、室内楽のための標題音楽のすぐれた作例の一つにほかならない。楽曲構成はさまざまな解釈が提出されており、ロンド形式とする説や、ソナタ形式による2つの異なる楽章を連鎖させたものとする説がある。シェーンベルク自身は、この作品の構造について示唆するような発言を残さなかった。
弦楽合奏版は、まず1917年にウィーンのウニヴェルザール出版社から出版された。音楽の構成は1899年の弦楽六重奏版をベースとしており、編曲は最小限に留められているものの、音の厚みと滑らかさが格段に増した。また、楽器編成にコントラバスが追加されたが、ごく一部で独立した音型を受け持つほかはチェロ・パートの補強に充てられる。
1943年には弦楽合奏版の改訂版がニューヨークのAssociated Music Publishersから出版された。旧版（1917年版）からの変更点は主に強弱、アーティキュレーション、テンポ表記に関わるもので、作曲者は1942年12月22日付けの手紙に「改訂版はオリジナルの弦楽六重奏版のように各楽器間のバランスが同等になるよう復元する」と記している。今日の実演、録音はこの1943年版によるものがほとんどだが、部分的に旧版に差し替えた形の演奏例も少なくない（ズービン・メータ指揮バイエルン国立管弦楽団のCDなど）。
弦楽合奏版はアメリカン・バレエ・シアターのバレエ『火の柱』の音楽として転用され、1942年にメトロポリタン歌劇場で初演された（アントニー・チューダー振付）。また、エドゥアルト・シュトイアーマンが1932年にピアノ三重奏のための編曲を作っている。
この作品が日本に紹介されたのは1936年のことであり、弦楽合奏版が9月30日、日比谷公会堂にてヨーゼフ・ローゼンシュトックと新交響楽団（現NHK交響楽団）により日本初演されている。戦前の日本語文献にシェーンベルクについて触れたものはいくつかあるが、作品が演奏されることは稀であった（『月に憑かれたピエロ』や『ワルシャワの生き残り』など、無調・十二音時代のシェーンベルク作品が日本で演奏されたのは1950年代から1970年代になってのことである）。

## デーメルの詩
Zwei Menschen gehn durch kahlen, kalten Hain;

der Mond läuft mit, sie schaun hinein.

Der Mond läuft über hohe Eichen;

kein Wölkchen trübt das Himmelslicht,

in das die schwarzen Zacken reichen.

Die Stimme eines Weibes spricht:

Ich trag ein Kind, und nit von Dir,

ich geh in Sünde neben Dir.

Ich hab mich schwer an mir vergangen.

Ich glaubte nicht mehr an ein Glück

und hatte doch ein schwer Verlangen

nach Lebensinhalt, nach Mutterglück

und Pflicht; da hab ich mich erfrecht,

da ließ ich schaudernd mein Geschlecht

von einem fremden Mann umfangen,

und hab mich noch dafür gesegnet.

Nun hat das Leben sich gerächt:

nun bin ich Dir, o Dir, begegnet.

Sie geht mit ungelenkem Schritt.

Sie schaut empor; der Mond läuft mit.

Ihr dunkler Blick ertrinkt in Licht.

Die Stimme eines Mannes spricht:

Das Kind, das Du empfangen hast,

sei Deiner Seele keine Last,

o sieh, wie klar das Weltall schimmert!

Es ist ein Glanz um alles her;

Du treibst mit mir auf kaltem Meer,

doch eine eigne Wärme flimmert

von Dir in mich, von mir in Dich.

Die wird das fremde Kind verklären,

Du wirst es mir, von mir gebären;

Du hast den Glanz in mich gebracht,

Du hast mich selbst zum Kind gemacht.

Er faßt sie um die starken Hüften.

Ihr Atem küßt sich in den Lüften.

Zwei Menschen gehn durch hohe, helle Nacht.

### 大意
冬の寒々しい月夜。男と女が林を歩いている。
女は告白する。「私は子供を宿しています。でもあなたの子供ではありません。私はひどい過ちを犯し、罪を背負いながらあなたに寄り添っています」
男は語る。「見よ。月が、宇宙がなんと澄んだ光を放っていることか。地上の全てが輝き、温かさに包まれている。君の温もりを僕は感じ、君も僕の温もりを感じている。この温もりがその子を浄めるだろう。どうか僕の子として産んでほしい」
彼らの吐息が微かな風のなかで口づけをかわす。二人は澄みきった月明かりの夜を歩いてゆく。